# Heineken Experience
La Heineken Experience, ubicado en Ámsterdam, es un museo sobre la cerveza Heineken y su fábrica de cerveza, ubicado en Ámsterdam, los Países Bajos.

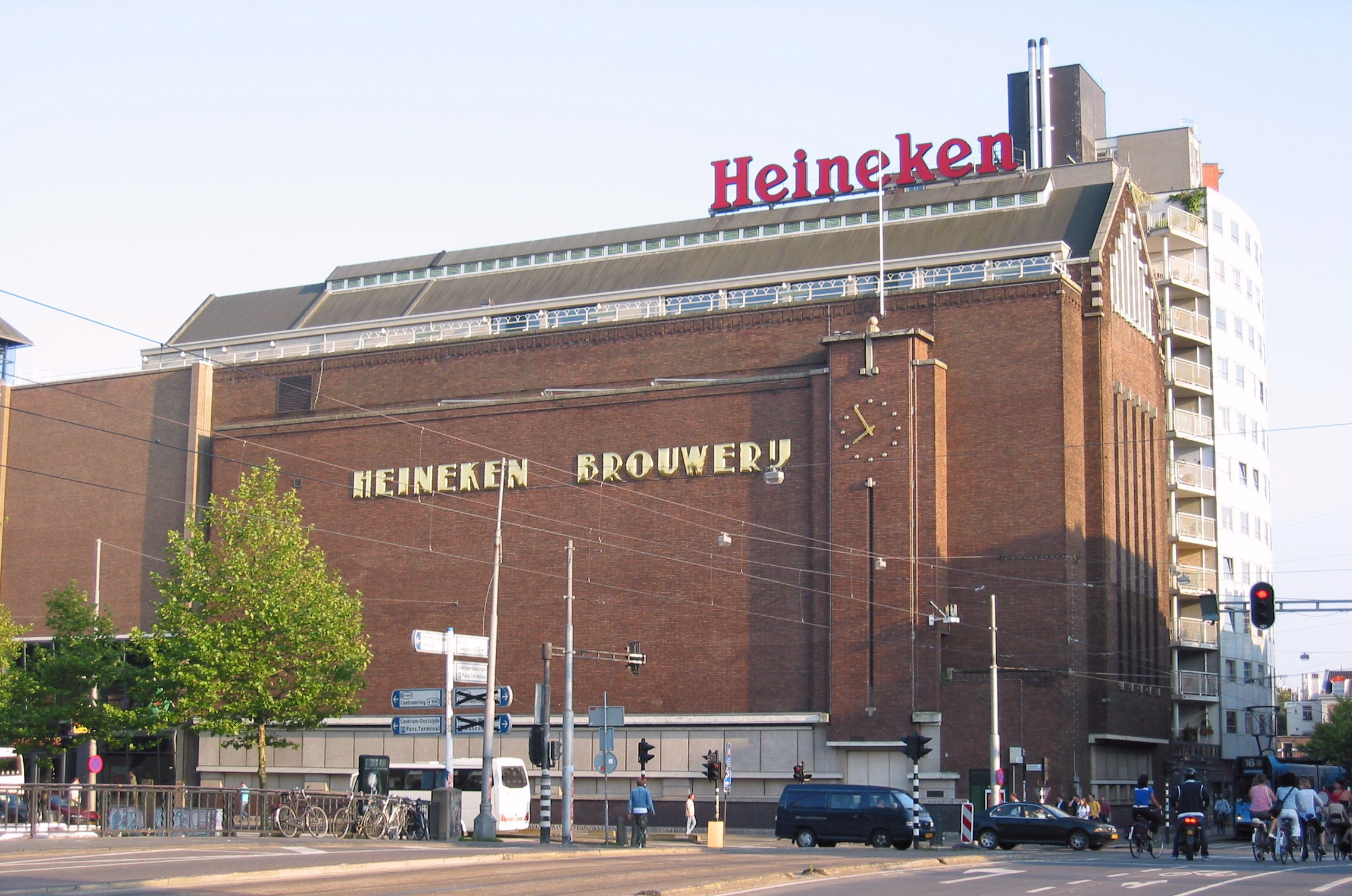
Heineken Experience.

La instalación original, de 1867, fue la primera fábrica de cerveza Heineken, sirviendo de sede de la empresa hasta el año de 1988 cuando se construyó una instalación más moderna y más grande a las afueras de la ciudad.

## Historia
En 1991, la cervecería abrió sus puertas al público para visitas guiadas, conocidas como "Centro de Recepción e Información Heineken" (a pesar de Heineken "Experience" de haber comenzado sólo en 1991, ya existían visitas a la fábrica de cerveza mientras estaba funcionando). (Alemán: Heineken ontvangst - en informatiecentrum). La atracción ha crecido al punto de convertirse en una de las más populares entre los turistas en Ámsterdam, hasta que en 2001 el centro turístico de la ciudad cambió de nombre por el de "Heineken Experience".
Después de un año de remodelación y ampliación, el Heineken Experience volvió a abrir sus puertas para los visitantes el 3 de noviembre de 2008. La última versión del centro vacacional cuenta con cuatro plantas de artefactos históricos, exploración de productos y degustación, y exhibiciones interactivas que cuentan con las últimas innovaciones tecnologías.

## Nuevo formato
Al renovar la experiencia del visitante, las excursiones por la cervecería fueron pensadas para educar al público sobre el proceso de fermentación de la cerveza tipo pilsen mientras cuentan acerca de los productos y la marca Heineken. Como descrito por el experto en marcas Bob Rogers de la BRC Imagination Arts, una empresa de diseño con sede en Burbank, California, contratada para rediseñar el centro turístico: «Queríamos traer de vuelta la conexión con el proceso de elaboración de la cerveza, y la historia de Heineken, para ayudar a las personas a ver, tocar y sentir».

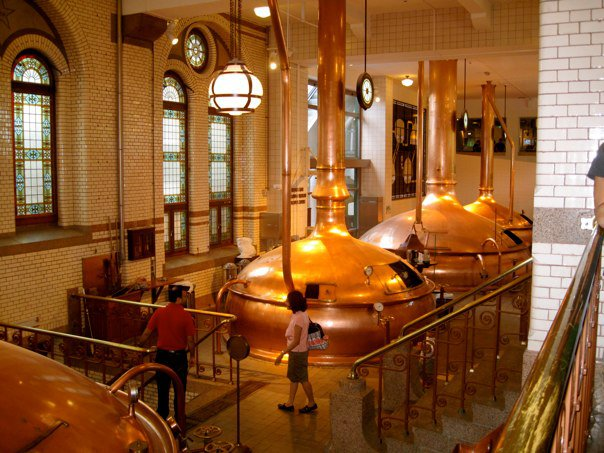
Heineken Experience en 2010

## Ruta del Patrimonio Industrial Europeo (ERIH)
Mientras que la instalación original de la fábrica de cerveza que contiene la Heineken Experience es un monumento histórico de la compañía Heineken, también sirve de "punto de anclaje" para la Ruta del Patrimonio Industrial Europeo (ERIH). La Ruta del Patrimonio Industrial Europeo (ERIH) presenta 845 locales en 29 países Europeos. Uno de ellos, hace 66 "puntos de anclaje" que compone la ruta principal. En general, once Rutas Regionales albergan la historia industrial del paisaje europeo en detalle, y en todos los lugares se relacionan con 10 Rutas Temáticas Europeas, que muestran la diversidad de la historia de la industria europea y sus raíces en común.